# Synagoga w Orgiejowie
Synagoga w Orgiejowie – synagoga znajdująca się w Orgiejowie w Mołdawii, przy ulicy W. Lupu 62.
Synagoga została wzniesiona w drugiej połowie XIX wieku. Jest to parterowy budynek zajmujący obszar około 100 m². W 1989 roku przekazano go lokalnej gminie żydowskiej. Znajduje się obok miejsca, gdzie stała przedwojenna zniszczona synagoga.